# Baptria tubialaria
Baptria tubialaria är en fjärilsart som beskrevs av Jacob Hübner 1825. Baptria tubialaria ingår i släktet Baptria och familjen mätare. Inga underarter finns listade i Catalogue of Life.